# 滝川一益
滝川 一益（たきかわ かずます / いちます、旧字体：瀧川 一益󠄁）は、戦国時代から安土桃山時代にかけての武将、大名。織田氏の宿老であり、主君・織田信長に従い、天下統一に貢献した。

## 出自と名前
父は近江国甲賀郡の国人・滝川資清（もしくは滝川一勝）といわれているが、どのような人物であったかは定説を見ない。また、兄として高安範勝が挙げられることもあるが、一族（父の従兄弟）とする系譜もある。また、池田恒興と同族（従兄弟）とされる場合もある。更に中村一氏は甲賀二十一家の一つ・滝氏の出身ともいわれ一益の同族とする説もある。また、忍者であったという説もあるが、これも明確な根拠があるものではない。甲賀郡に対する文書で「大原」同名中の「滝川氏」として動いているものがある。
また、一益以前から滝川氏は尾張国に在住していたとする説もあり、山科言継の日記『言継卿記』に、天文2年（1533年）に言継が飛鳥井雅綱に同道して尾張国勝幡城の織田信秀を訪問した際に、出迎えて蹴鞠に参加した織田家家臣として「滝川彦九郎勝景」の名が見える。志摩の国人・九鬼嘉隆が織田信長に仕官する際に一益が仲介したこと、婿の滝川雄利は伊勢国司北畠氏の一族木造氏の出身であること、長年伊勢攻略を担当し、攻略後も北伊勢に広大な所領を与えられていることなどから、伊勢あるいは志摩出身とされる場合もある。
なお、諱は一般に「かずます」と読まれるが、『寛永諸家系図伝』および『寛政重修諸家譜』には「いちます」とあり、「一」を通字とした子孫も本家は代々「いち」と読んでいる（分家では「かず」と読んでいる）。このため「いちます」が正しいとする説があるが、当時は諱を音読みすることは僧侶などの例外を除くと非常に珍しく、読みについても今日まで定説を見ない。なお、通称を「彦右衛門」とされることもあるが、同時代にいた同姓の別人との混同である。また、名古屋文理大学の創設者も滝川一益であるが、こちらも関係は無い。

## 生涯

### 織田家仕官と伊勢攻略
大永5年（1525年）に生まれたとされるが、尾張国の織田信長に仕えるまでの半生は不明である。父が甲賀出身であるとする説の立場からは、若き頃は近江国の六角氏に仕えていたとされることがある。『寛永諸家系図伝』には「幼年より鉄炮に長す。河州（河内国）にをひて一族高安某を殺し、去て他邦にゆき、勇名をあらはす」とあり、鉄砲の腕前により織田家に仕官したとされている。後年に水戸藩の佐々宗淳から織田長清に送られた書状には、「滝川家はそれなりに由緒ある家だったが、一益は博打を好んで不行跡を重ね、一族に追放され、尾張津島の知人のところに身を寄せた」と書かれている。
信長に仕えた時期は不明であるが、『信長公記』首巻によると、信長が踊りを興行した際に「滝川左近衆」が餓鬼の役を務めた、という記述がある。また信長の側室の一人であった慈徳院は一益の親族とされているが、慈徳院は弘治年間（1555年 - 1558年）に生まれた織田信忠の乳母であったことから、一益もこの頃には信長の家臣であったと推測されている。『妙心寺史』では、慈徳院は一益の娘であるとしている。妙心寺56世の九天宗瑞は一益の子である。
永禄3年（1560年）、北伊勢の桑名は美濃国との境であり、患となる可能性があるため、桑名長島の地を得て北畠氏や関氏に対し備えることを一益が信長に進言した。尾張国荷ノ上の土豪で長島城主の服部友貞の資金によって蟹江城を構築したが、やがて友貞を放逐して蟹江城主となった。永禄6年（1563年）には松平家康（後に徳川に改姓）との同盟交渉役を担った（清洲同盟）。
永禄10年（1567年）と永禄11年（1568年）の2度にわたる織田家の伊勢国攻略（北勢四十八家を中心とする諸家を滅ぼした）の際には、攻略の先鋒として活躍している。伊勢国司北畠家一門木造氏出身の源浄院主玄（後の滝川雄利）を通じ北畠具教の弟の木造具政を調略し、具教が大河内城を明け渡した際には津田一安と共に城の受け取りを任された。戦後は安濃津・渋見・木造の三城を守備することを命じられ（大河内城の戦い）、永禄12年（1569年）に与えられた北伊勢5郡を本拠地とした。なお、このとき主玄（雄利）を還俗させて滝川姓を名乗らせ（娘婿に迎えたとも言われる）、北畠家に養子入りした信長の次男織田信雄の家老とした。
津田一安は天正3年（1575年）頃から北畠家の軍事行動を先導しており、一益と連携して越前一向一揆討伐や大和国宇陀郡の統治を行っている。

### 長島一向一揆と石山合戦
元亀元年（1570年）9月の石山本願寺の反信長蜂起に伴う石山合戦の開始で長島一向一揆も一斉に蜂起し、11月には信長の弟・織田信興が小木江城で討ちとられ、一益も桑名城に篭っている。その後、北伊勢で長島一向一揆と対峙しつつ、尾張守備、さらに遊軍として各地を転戦することとなる。
天正元年（1573年）の一乗谷城の戦いに参戦。4月末に義昭と信長家臣との間で起請文が交わされた。義昭が宛てた家臣の内訳は佐久間信盛・滝川一益・塙直政で、信長側の発給者は林秀貞・佐久間信盛・柴田勝家・稲葉一鉄・安藤守就・氏家直昌・滝川一益であり一益が重臣の地位にあったことをうかがわせる。
天正2年（1574年）、3度目にあたる長島一向一揆鎮圧に際しては九鬼嘉隆らと共に水軍を率い、海上から射撃を行うなどして織田軍を援護した。この功により長島城及び、北伊勢8郡のうちの5郡を拝領している。
天正3年（1575年）、長篠の戦いに参陣し、鉄砲隊の総指揮を執る。また同年には越前一向一揆を攻略。天正4年（1576年）の天王寺合戦、同5年（1577年）の紀州征伐に参陣。天正6年（1578年）の第二次木津川口の戦いでは、九鬼嘉隆率いる黒船6隻と共に一益の白船1隻が出陣しており、鉄甲船建造に関わっている。天正7年（1579年）11月まで続いた有岡城の戦いでは上﨟塚砦の守将を調略し、有岡城の守備を崩壊させた。この2つの敗戦により、石山本願寺への兵糧や武器の搬入は滞るようになり、翌年4月、本願寺法主・顕如は信長に降伏することとなる。
天正8年（1580年）、小田原城主・北条氏政が信長に使者を送った際には武井夕庵・佐久間信盛と並んで関東衆の申次を命ぜられる。この年に佐久間信盛が追放されたことから、関東衆、特に後北条氏の申次は一益が行うことになり、翌年に氏政が信長に鷹を献上した際にも申次を務めている。天正9年（1581年）には伊賀攻めに参陣し、甲賀口より攻め込んでいる。また、同年、京都妙心寺内に自らの子・九天宗瑞を開祖として暘谷庵を起こした（暘谷庵は津田秀政の死後に、長興院と改名された）。

### 武田討伐と関東鎮定
天正10年（1582年）、信長が甲州征伐を企図し、嫡男の織田信忠に軍を与えて信濃国へ攻め込ませた。この際に一益は2月12日に出陣し、家老・河尻秀隆と共に軍監となり、森長可らと合わせて攻略戦の主力となっている。一益はこの甲州征伐において武田勝頼を追い詰め、天目山麓で討ち取るという功績を挙げている。また、甲斐国で北条氏政の使者が信長に拝謁した際、やはり一益が申次を行っている。
戦後処理として、武田遺領は織田家臣に分割され、3月23日に一益は上野一国と隣接する信濃小県郡・佐久郡を与えられ「関東御取次役」を命じられる。また、伊予守に補任された（「滝川一益事書」）。
一益の任務は､関東八州の鎮撫ばかりか、甲・信など東国全域の部将を糾合して上杉氏らの敵対勢力に対抗する役割を持っていた。なお、『北条五代記』『関八州古戦録』など後代の軍記物によれば一益の地位は「関東管領」であったとされるが、関東管領は室町幕府体制において設置された役職であり、信長が足利義昭を追放していることと矛盾する（室町幕府や関東公方の役職を認める事になる）。さらに、同時代史料において一益が「関東管領」であったことを示すものがみられないため、これを疑問視する説もある。
しかし一益は領地よりも茶器の「珠光小茄子」を所望したが叶わなかったといい、三国一太郎五郎への手紙の中で「遠国にをかせられ候条､茶の湯の冥加つき候」と悔しさを述べるという、名物の重みを感じさせる逸話が残っている。信長は名馬「海老鹿毛」と短刀を下賜し（『信長公記』）（『関八州古戦録』）、引き続き一益を関東統治の取次役にした。3月29日には、河尻秀隆が甲斐一国（穴山氏支配の河内領除く）と諏訪郡、森長可が信濃川中島4郡、毛利長秀が伊那郡を与えられ、木曾義昌が木曽谷と安曇郡、筑摩郡を安堵されている。
一益は、はじめ上野国箕輪城に入り、5月下旬、厩橋城に移った。また、沼田城には滝川益重が入り、西毛の松井田城には津田秀政、佐久郡の小諸城には道家正栄が入った。一益は新領地統治にあたり、国人衆に対して本領は安堵することを申し渡した為、近隣の諸将が人質を伴い次々と出仕した（家臣・与力の項参照）。この時、天徳寺宝衍と倉賀野秀景は側近とされ、関東の北条氏政父子、佐竹義重、里見義頼だけでなく、陸奥国の伊達輝宗、蘆名盛隆とも連絡をとっており、北条氏政に下野祇園城を元城主・小山秀綱に返還させるなど、強大な権限を持っていた様子がうかがえる。また北条氏に太田城を追われ、佐竹氏のもとに身を寄せていた太田資正、梶原政景父子は、信長の直参となることを望み、申し入れて許され、一益のもとに伺候している。但し、千葉邦胤、武田豊信は出仕を拒否し、足利義氏とその家臣・簗田晴助には一益からの連絡自体が行われていない。一益も室町幕府の役職である関東公方への対応に苦慮したものと考えられる。
同年5月上旬、一益は諸領主を厩橋城に集め能興行を開催した。嫡男、次男を伴い自ら玉蔓を舞っている。『群馬県史』は、この能興行は、一益の勢威を上野国衆に示すデモンストレーションだったとする。同月23日、一益の命により沼田城主の滝川益重が兵を率いて三国峠を越えて越後国に侵攻しようとしたが、上杉景勝方の清水城主・長尾伊賀守と樺沢城主・栗林政頼に破れたと伝わる（『北国太平記』）。

### 本能寺の変
6月2日、信長が本能寺の変によって横死すると、信長の死を知った北条氏政は、6月11日付の書状において、深谷の狩野一庵から本能寺の情報を得た事を一益に伝え、引き続き協調関係を継続する旨を伝えている。しかし実際には6月12日に領国に動員をかけており、北条氏の上野侵攻は確定していた。
一益が信長の死を知ったのは事変から5日後の6月7日であった。6月10日、一益は重臣の反対を押し切って、上州の諸将を集め信長父子兇変（きょうへん）を告げ、「我等は上方にはせ帰り織田信雄、信孝両公を守り、光秀と一戦して先君の重恩に報いねばならぬ。この機に乗じ一益の首をとって北条に降る手土産にしようと思う者は遠慮なく戦いを仕かけるがよい。それがしは北条勢と決戦を交え、利不利にかかわらず上方に向かうつもりだ」と述べたと伝わる（上毛古戦記）。
6月11日、一益は長昌寺（厩橋）で能を興行しているが、総構を大竹にて二重につくるほどの厳重ぶりであり、上州衆を討ち果たす計略ではないかとの噂が北条高広の家臣らの間で流れるほどであったという。
一方、一益は6月12日付けの書状で、信長の安否を聞いてきた小泉城（東毛）の富岡秀高（六郎四郎）に対し、「京都の情勢は、それ（信長死去）以後なんとも聞いてはおりません、別に変わったことはありません」と書状を送っている。一益が集め真実を告げたのは、上州諸将の内、北条高広などの主要な武将のみであったとも考えられる。また、箕輪城を明け渡した内藤昌月は謀叛を疑われ、箕輪に身を寄せていた保科正俊、保科正直等と共に一門命運も尽きたと覚悟していたところ、本能寺の変の知らせと合力の使いが一益よりもたらされ、驚くとともに安堵したという。
本能寺の変の報に際し、沼須城主（北毛）の藤田信吉が反乱を起こし沼田城を攻めたが、城主・滝川益重から報告を受けた一益が2万の兵（新田の滝川豊前、小幡、安中、和田、倉賀野、由良、館林の長尾、箕輪の内藤）とともに駆けつけ鎮圧した（沼田城の戦い）。
旧武田領では武田家旧臣による一揆が起こり6月18日に北信の森長可が海津城を捨て美濃国へ去り、同様に南信濃の毛利長秀も伊那を放棄し、甲斐国の河尻秀隆は同日に武田遺臣により殺害された。

### 神流川の戦いと伊勢帰還
6月16日、信長の死に乗じ、小田原城の北条氏直（氏政の嫡男）、鉢形城主・北条氏邦（氏政の弟）、北条氏政、北条氏照、北条氏規ら総勢5万6千の北条軍が上州倉賀野に侵攻してきた。
一益は、厩橋城に滝川忠征、松井田城に津田秀政と稲田九蔵の兵1,500騎を置き、1万8千の兵を率いて和田に陣を構え北条勢を迎え撃ち、6月18日の初戦は滝川勢が勝利したが、翌6月19日の合戦では北条勢が勝利した。この時、篠岡、津田、太田、栗田など500騎が踏み止まって討死し、上州衆では木部貞朝、倉賀野秀景の子（五郎太、六弥太）等が討死した（神流川の戦い）。
同夜、一益は倉賀野城を経て厩橋に戻り、城下の長昌寺において戦死者の供養を行った（『依田記』『上野古戦録』）。6月20日一益は人質であった北条高広の次男を返し、そして同夜、上州衆を箕輪城に集め別れの酒宴を開いたという。一益は太刀、長刀、金銀、秘蔵の懸物等を上州勢に与え、その夜、箕輪城を旅立った。
一益は津田秀政の守る松井田城を経てその城兵1,500騎を加え2千強の兵とし、碓氷峠を越え、6月21日に道家正栄の守る小諸城に入った。この時、佐久・小県の人質を伴っており、この中には依田康国や真田昌幸の老母・恭雲院が加わっていたという。一益は自身の本拠である伊勢長島に退去するつもりであったが、木曽郡の木曾義昌が一益の通行を拒否してきた。一益は義昌に「通してくれれば佐久郡・小県郡の人質を進上しよう」ともちかけ、義昌はこれを了承した。
一益は、6月27日に小諸城を依田信蕃に引き渡して旅立ち、6月28日に義昌の居城・福島城で人質を引き渡し、ようやく織田の領国である美濃国に入ることができた。一益は清洲にて三法師（織田秀信）に拝礼後、7月1日伊勢に帰ったという。なお、この途上にあった6月27日には清洲会議が開かれたが、一益は出席できず、織田家における一益の地位は急落した（一方、佐久・小県郡の人質は、9月17日に木曽義昌から徳川家康に引き渡されている）。なお、近年の新説として、清洲会議の前日である6月26日付で秀吉から一益に充てて家康と連携して北条軍を防ぐように求める書状が出されていることから、北条軍と戦っている（と思われていた）一益は会議には間に合わないと考えられて、最初から呼ばれていなかったとする説もある。

### 賤ヶ岳の戦いと出家
清洲会議後、信長の嫡孫・三法師が織田氏の後継者となったが、その中で一益が伊勢に帰還した。関東を失ったために立場が弱くなった一益は今後の汚名返上のために織田家の遺領の再配分を求めたが、羽柴秀吉ら清洲会議に参加した重臣は会議の決定を覆しかねないこの要求を拒んだ。その後、信長の三男・織田信孝は会議の決定に不満を持っていた為、三法師を擁立した羽柴秀吉と、信孝を後援する柴田勝家の対立に発展した。天正11年（1583年）正月元旦、一益は勝家に与して秀吉との戦端を開いた。一益は北伊勢の諸城を攻略、攻め寄せた秀吉方の大軍7万近くを相手に3月まで粘り、柴田勝家の南進後も織田信雄と蒲生氏郷の兵2万近くの兵を長島城に釘付けにしたが、勝家が賤ヶ岳の戦いで敗れ、4月23日に北ノ庄において自害し、4月29日には信孝も自害し孤立してしまう。残った一益は更に長島城で籠城し孤軍奮闘したが、7月には降伏。これにより一益は所領を全て没収され、京都妙心寺で剃髪、朝山日乗の絵を秀吉に進上し、丹羽長秀を頼り越前にて蟄居した。その後、伊勢の所領は信長の次男・織田信雄のものとなった。

### 小牧・長久手の戦いと晩年
天正12年（1584年）、今度は織田信雄が徳川家康と共に反秀吉の兵を挙げた（小牧・長久手の戦い）。一益は秀吉に隠居から呼び戻され、今回は秀吉方となった。この戦いで一益は、信雄方の九鬼嘉隆と前田長定を調略し、6月16日に伊勢白子浦から蟹江浦に3千人の兵を揚陸。先に没収された蟹江城から信雄方の佐久間信辰を追放し、更に、下市場城、前田城を占拠した。当時、蟹江城は海に面しており、織田信雄の長島城と徳川家康の清洲城の中間に位置する重要拠点であった。しかし、山口重政の守る大野城の攻略には失敗し、家康と信雄の主力に下市場城、前田城を奪還され、蟹江城も包囲されてしまう。一益は、開城交渉も含め半月以上粘ったが力尽き7月3日に開城した。しかし、退去中に攻撃されて前田長定が討ち取られ、一益は命からがら船で伊勢に逃れている（蟹江城合戦）。
羽柴秀吉は、伊勢に羽柴秀長、丹羽長重、堀秀政ら6万2千の兵を集めて、7月15日に尾張の西側から総攻撃を計画していたが、間に合わず中止となった（『浅野家文書』）。
7月12日、以前からの約定により秀吉から次男の一時に1万2千石、自身に3千石をそれぞれ宛てがうとする判物を発給されたが、嫡男の一忠は敗戦の責任を負わされ追放され、一時も羽柴秀長に身柄を預けられた。同年11月、信雄の家老・滝川雄利は一益を通じて秀吉に接近し、信雄との和平を纏めている。
一益は天徳寺宝衍、山上道及等と共に秀吉の東国外交を担っており、天正12年（1584年）6月、秀吉から佐竹義重（沼尻の合戦に参戦中）への返書の添状、天正13年（1585年）11月、梶原政景への書状にて、秀吉による小田原征伐を予告している。彼らの活動は、その後の北条氏にとって不利に働いたと考えられる。
天正14年（1586年）9月9日越前大野にて死去。享年は62と云われる。

## 子孫

丸に竪木瓜

子としては『寛政重修諸家譜』に長男の一忠、次男の一時が掲載されるほか、岡山藩に仕えた辰政、鳥取藩士や医師となった鳥取の瀧川家の先祖とされる知ト斎が子孫の家系図に見える。
長男の一忠は父と行動を共にしていたが、天正12年（1584年）の小牧・長久手の戦いに関する蟹江城合戦での不手際を豊臣秀吉に責められ、追放処分となる。以降生涯、仕官せずに暮らした。その子の滝川一積は中村一角（米子藩主中村氏か）に仕え、のちに旗本に転じた（後述）。
次男の一時は秀吉から徳川家康に預けられて2000石を与えられたが、慶長8年（1603年）に35歳で死去した。嫡男の一乗は幼年であったため、従兄の一積が呼び戻されて2000石の名代となり、一乗はそのうち250石のみを所持した。成人後、所領の返還を幕府に申し立てて750石が一乗に返却され、さらに200石を加増。一乗の死後、900石が長男の一俊、300石が四男の一成に分割相続され、この2家が旗本として幕末まで続いた。
慶長9年（1604年）に一乗の名代として1750石を得た一積は幕府に使番として出仕し、一乗から所領返還の申し立てがあってからも幕府の裁定により1000石を残されて別家を興した。ところが、一積は旗本となるより前に真田昌幸の娘（趙州院）を妻に迎えていた縁で真田信繁の娘を養女として養育し、伊予松山藩蒲生家家老・蒲生郷喜に嫁がせたことを咎められ、寛永9年（1632年）に改易された。その後、寛文3年（1663年）に子の一明が召し出されて旗本に復帰し、300俵を与えられて子孫は幕末まで続いた。
三男の辰政ははじめ織田信包に仕え、浅野長政、石田三成、小早川秀秋と渡り歩いたのち、姫路藩主の池田輝政に2千石で仕官し、大坂の陣で戦功を挙げ1千石を加増され、合計3千石となった。池田氏の移封に伴い、子孫は備前岡山藩の番頭格の重臣として幕末まで続いた。維新後の子孫に滝川事件で有名な刑法学者の瀧川幸辰がいる。
四男の知ト斎は伝未詳であるが、子孫の系図によれば身体に障害があって一生仕官せずに流浪したという。子孫の系図では辰政の嫡男・宗次は実は知ト斎の実子とある。他の子の子孫に因幡鳥取藩池田氏に仕えた鳥取藩士の滝川氏と、鳥取で代々医業を営んだ瀧川家がいる。
一益の養女と結婚した婿に津田秀政がいる。秀政は織田一族で一益の寄騎として活躍し、子孫は江戸幕府の大身旗本となった。
一益から滝川の苗字を与えられた織田信雄家老の滝川雄利は片野藩主となったが、雄利の子・正利の代に所領を返上し、子孫は旗本2家に分かれて幕末まで続いた。子孫には幕末に大目付になり、鳥羽・伏見の戦いの先鋒を務めた滝川具挙、伝習隊に入隊し戊辰戦争を通して活躍した滝川充太郎（具綏）がいる。具綏の弟滝川具和は海軍少将となった。雄利を一益の養子または婿とする説もあるが、系図には特にそのような記述はない。
同じく一益から滝川の苗字を与えられた一益家臣の滝川忠征は旗本から尾張藩家老に転属され、子孫は旗本と尾張藩の重臣・御附属列衆に分かれて幕末まで続いた。忠征を一益の養子とする説もあるが、系図には特にそのような記述はない。
なお、明治以降の各家の子孫は略字の「滝川」ではなく正字の「瀧川」を戸籍上の氏としている。

## 人物・逸話
織田家仕官前の逸話
- 若年の頃河州堺に出て、鉄砲の射撃と製造技術を学んだとされ[42]、百発百中の腕前を披露することにより信長に召抱えられたという話があり、朝倉家における明智光秀と共通点がある。

織田家臣時代の逸話

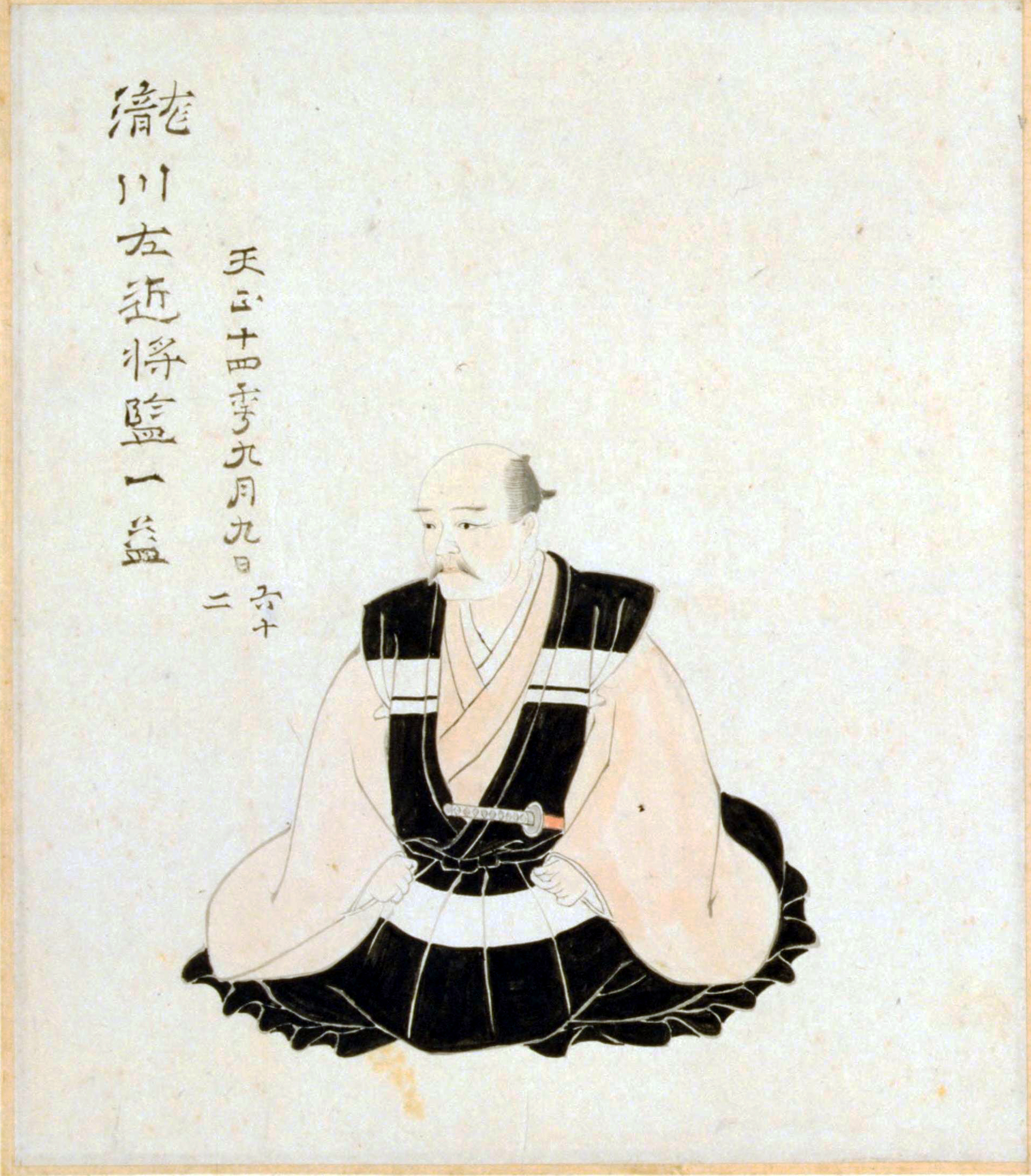
滝川左近将監一益肖像（栗原信充、江戸後期の絵師の作）

- 伊勢水軍を率いる水軍の将でもあり、九鬼嘉隆と長島一向一揆鎮圧から蟹江城合戦まで多くの海戦を共にしている。第二次木津川口の戦いでは白い安宅船で参戦しているが[43]、これが鉄甲船か試作を兼ねた白木船かは定かではない。
- 武田氏追討の恩賞として、信長より拝領して佩刀していたと伝わる刀が現代に伝えられている（古備前高綱太刀　附　朱塗鞘打刀拵（こびぜんたかつなのたち　つけたり　しゅぬりうちがたなこしらえ）（重文）。鎌倉時代初期に作刀された質実剛健な刀身に、桃山時代に流行した「桃山拵（ももやまこしらえ）」と呼ばれる華美な刀装を組み合わせたもので、往時の武将の装いを現代に伝える貴重な逸品である。現在は静嘉堂文庫美術館に所蔵されている[44][45]。

晩年の逸話
- 失明出家した一益が、京都の寺から領国の越前大野郡への帰途、越前の今立大滝という地に立ち寄った。ここから山を越えて大野郡へ帰る一益を、かつて信長の越前一向一揆攻めの際に滝川軍に焼き討ちされたことを恨みに思う大滝村民（大滝神社を中心とする、平泉寺傘下の在地勢力）が襲撃し、一益は惨殺されたと大滝の地元では伝えられている。遺体は近隣の味真野霊泉寺に葬られた。一益の鐙と伝わる品が大滝神社に伝わっているが、この話は、「信長の配下の武将で、晩年失明し、越前で一揆勢に惨殺された」という点まで前波吉継の話と酷似しており、混同も推測される。
- 下総国・円福寺の観音堂の境内にある「早器居士の墓」と呼ばれた古碑は、昭和初期までは滝川一益の墳墓と思われていた[46]。

## 家臣・与力
織田直参
| - 道家正栄（一門）：小諸城代 - 津田秀政（娘婿）：松井田城代 - 津田正勝 | - 津田元嘉（関東には下向せず） - 牧長勝 - 九鬼嘉隆（関東には下向せず） | - 天徳寺宝衍（佐野宗綱の叔父） - 山上道及（佐野家旧臣） - 太田資正（旧岩付城主） | - 梶原政景（太田資正の次男） - 長崎元家 |

滝川家臣
| - 滝川益重（一門）：沼田城代 - 滝川益氏（一門） - 前田利益（一門） - 滝川忠征（養子） | - 木全忠澄（家老） - 篠岡平右衛門（家老） - 津田次右衛門 - 本多正重 | - 本多正晴 - 長崎元家 - 牧野成里 - 寺西之政 | - 滝川安吉 - 佐治新助 - 細川則康 |

信濃衆（出仕者）
| - 真田昌幸（上田城主、旧沼田城主） | - 依田信蕃（春日城主） |  |  |

上野衆（出仕者-武田家旧臣）
| - 内藤昌月（旧箕輪城主） - 和田信業（和田城主） - 倉賀野秀景（倉賀野城主） | - 白倉重家（白倉城主） - 小幡信貞（小幡城主） - 安中久繁（安中城主） | - 高山定重（高山城主） - 木部貞朝（木部城主） - 大戸真楽斎（大戸城主） | - 藤田信吉（沼須城主） |

上野衆（出仕者-旧上杉景虎方）
| - 北条高広（旧厩橋城主） | - 長尾憲景（白井城主） |  |  |

上野衆（出仕者-旧北条方）
| - 由良国繁（金山城主、桐生城主） | - 長尾顕長（館林城主、足利城主） | - 那波顕宗（那波城主） | - 富岡秀高（小泉城主） |

下野衆（出仕者）
| - 宇都宮国綱（宇都宮城主） | - 皆川広照（皆川城主） |  |  |

武蔵衆（出仕者）
| - 成田氏長（忍城主） - 上田朝直（松山城主） | - 深谷氏憲（深谷城主） | - 本庄近朝：（本庄城主） | - 北条氏邦（鉢形城主） |

## 一益を主題とする作品

### 小説
- 忍の人・滝川一益（徳永真一郎）
- 滝川一益-信長四天王の雄、波乱の生涯-（徳永真一郎）
- 乱世をゆけ〜織田の徒花、滝川一益〜(佐々木功)
- 影薄れゆく一益殿（南條範夫、短編集『雪姫伝説』『おのれ筑前、我敗れたり』所収）

## 登場作品

### テレビドラマ
- 国盗り物語 （1973年、NHK大河ドラマ、演：今福将雄）
- 信長 KING OF ZIPANGU （1992年、NHK大河ドラマ、演：柴俊夫）
- 秀吉 （1996年、NHK大河ドラマ、演：段田安則）
- 功名が辻（2006年、NHK大河ドラマ、演：古川真司）
- 軍師官兵衛 （2014年、NHK大河ドラマ、演：川野太郎）
- 真田丸 （2016年、NHK大河ドラマ、演：段田安則）

### 映画
- 清洲会議 （2013年、演：阿南健治）
- 首 （2023年、演：中村育二）